# Синтактично прилагателно име
Синтактично прилагателно име (или прилагателно име в широк смисъл) е всяка дума, която се изменя по род и число в зависимост от поясняваното от нея съществително име или субстантивирана част на речта. Синтактични прилагателни имена са прилагателните имена в собствен смисъл (както качествените, така и относителните), числителните редни имена; от числителните бройни само един (една, едно, едни) и два (две); показателните, въпросителните, отрицателните, неопределителните, относителните, обобщителните и пълните форми на притежателните (вкл. възвратните притежателни) местоимения; сегашните деятелни причастия, миналите страдателни причастия и миналите свършени деятелни причастия. 
Деепричастията са неизменяеми, затова не могат да се съгласуват. 
Миналите несвършени деятелни причастия се изменят по род и число, за да се съгласуват с подлога, но те имат само глаголно значение, затова могат да бъдат само сказуеми, не и определения, поради което обикновено не се приемат за синтактични прилагателни имена.